# Йорді Класі
Йорді Класі (нід. Jordy Clasie, МФА: [ˈjɔrdi ˈklaːzi]; нар. 27 червня 1991, Гарлем, Нідерланди) — нідерландський футболіст, півзахисник клубу АЗ (Алкмаар). Грав за національну збірну Нідерландів.

## Клубна кар'єра
У дорослому футболі дебютував 2010 року виступами за команду клубу «Ексельсіор» (Роттердам), куди був відданий в оренду з клубу «Феєнорд». Провів один сезон, взявши участь у 32 матчах чемпіонату. Більшість часу, проведеного у складі роттердамського «Ексельсіора», був основним гравцем команди.
Повернувшись 2011 року до «Феєнорда» відразу отримав місце в основному складі команді, взявши протягом наступних чотирьох сезонів участь у 155 іграх усіх турнірів.
Влітку 2015 року за орієнтовні 8 мільйонів фунтів стерлінгів перейшов до англійського «Саутгемптона», куди його запросив головний тренер, колишній наставник «Феєнорда», Роналд Куман. Уклав з англійцями п'ятирічний контракт. Протягом двох сезонів виступав за англійську команду, а згодом по одному сезону провів в орендах до бельгійського «Брюгге» і рідного «Феєнорда».
У липні 2019 року на правах вільного агента уклав дворічну угоду з АЗ (Алкмаар).

## Виступи за збірні
2008 року дебютував у складі юнацької збірної Нідерландів, взяв участь у 15 іграх на юнацькому рівні.
Протягом 2010 року залучався до складу молодіжної збірної Нідерландів. На молодіжному рівні зіграв у 7 офіційних матчах, забив 1 гол. Разом з командою брав участь у молодіжному чемпіонаті Європи з футболу (2013).
Протягом 2010–2013 років захищав кольори молодіжної збірної країни, був у її складі учасником молодіжного Євро-2013. 
Восени 2012 року дебютував в іграх за національну збірну Нідерландів. 2014 року був учасником тогорічного чемпіонату світу, де допоміг команді здобути бронзові нагороди.
| Дата       | Місто     | Господарі  | Результат               | Гості      | Турнір                       | Голи | Примітки |
| ---------- | --------- | ---------- | ----------------------- | ---------- | ---------------------------- | ---- | -------- |
| 7-9-2012   | Амстердам | Нідерланди | 2 – 0                   | Туреччина  | Відбір до ЧС 2014            | -    | 50'      |
| 11-9-2012  | Будапешт  | Угорщина   | 1 – 4                   | Нідерланди | Відбір до ЧС 2014            | -    | 6'       |
| 6-2-2013   | Амстердам | Нідерланди | 1 – 1                   | Італія     | товариський матч             | -    | 46'      |
| 22-3-2013  | Амстердам | Нідерланди | 3 – 0                   | Естонія    | Відбір до ЧС 2014            | -    | 86'      |
| 26-3-2013  | Амстердам | Нідерланди | 4 – 0                   | Румунія    | Відбір до ЧС 2014            | -    | 79'      |
| 15-10-2013 | Стамбул   | Туреччина  | 0 – 2                   | Нідерланди | Відбір до ЧС 2014            | -    |          |
| 5-3-2014   | Сен-Дені  | Франція    | 2 – 0                   | Нідерланди | товариський матч             | -    |          |
| 17-5-2014  | Амстердам | Нідерланди | 1 – 1                   | Еквадор    | товариський матч             | -    | 46'      |
| 9-7-2014   | Сан-Паулу | Нідерланди | 0 – 0 д.ч. (2 – 4 п.п.) | Аргентина  | ЧС 2014 - півфінал           | -    | 62'      |
| 12-7-2014  | Бразиліа  | Бразилія   | 0 – 3                   | Нідерланди | ЧС 2014 - матч за 3-тє місце | -    | 90'      |
| 16-11-2014 | Амстердам | Нідерланди | 6 – 0                   | Латвія     | Відбір до ЧЄ 2016            | -    | 20'      |
| 6-6-2015   | Амстердам | Нідерланди | 3 – 4                   | США        | товариський матч             | -    | 78'      |
| 13-11-2015 | Кардіфф   | Уельс      | 2 – 3                   | Нідерланди | товариський матч             | -    | 86'      |
| 25-3-2016  | Амстердам | Нідерланди | 2 – 3                   | Франція    | товариський матч             | -    | 46'      |
| 29-3-2016  | Лондон    | Англія     | 1 – 2                   | Нідерланди | товариський матч             | -    | 92'      |
| 7-10-2016  | Амстердам | Нідерланди | 4 – 1                   | Білорусь   | Відбір до ЧС 2018            | -    | 79'      |
| 9-11-2016  | Амстердам | Нідерланди | 1 – 1                   | Бельгія    | товариський матч             | -    | 15'      |
| Усього     |           | Матчів     | 17                      |            | Голів                        | 0    |          |

## Титули і досягнення
- Чемпіон Бельгії (1):

«Брюгге»: 2017-18
- Володар Суперкубка Нідерландів (1):

«Феєнорд»: 2018
- Бронзовий призер чемпіонату світу: 2014